# Meriola longitarsis
Meriola longitarsis is een spinnensoort uit de familie van de Trachelidae.
De wetenschappelijke naam van de soort werd in 1904 als Trachelas longitarsis gepubliceerd door Eugène Simon.